# Williamstown (Victoria)
Williamstown è un sobborgo della città di Melbourne, Victoria, Australia situato a 8 km a sud-ovest dal centro della città. Appartiene al distretto amministrativo della City of Hobsons Bay. Al censimento del 2006 Williamstown contava una popolazione di 12 733.

Williamstown è stata una la prima area abitata della baia di Port Phillip. La sua storia si rispecchia negli edifici del centro storico oggi adibiti a ristoranti, caffè, luoghi di cultura e di ritrovo. Williamstown si trova ai piedi del West Gate Bridge, il ponte di unione tra i sobborghi ad Ovest ed il centro della città di Melbourne. Un tempo sobborgo malfamato della città, è ora una delle aree più ricercate della città, nota per il suo porto turistico e commerciale che si affaccia sulla città. Vi sono anche traghetti che la uniscono alla città attraverso il fiume Yarra (solo per scopi turistici al week end). Per il resto, Williamstown resta un posto da visitare per il suo gusto storico, il suo porto pieno di barche turistiche e militari, moderne ed antiche. Una caratteristica di Williamstown è il suo parco che si trova vicino al mare, dove vivono diversi possum sugli alberi di eucaliptus.